# イドリース教団
イドリース教団（イドリースきょうだん、ラテン文字：Idrisiyya）はアフマド・イブン・イドリース・アル＝ファースィー（1760-1837）により創設されたスーフィズムの教団である。イドリース教団は当初は「タリーカ・ムハマディーヤ（Tariqa Muhammadiyya）」と呼ばれていた。この語に含まれるタリーカは組織されたスーフィー教団という意味ではなく、教えと礼拝からなるスピリチュアルな方法論を指しており、直接門徒とムハンマドの間のスピリチュアルな結びつきを醸成することを目的としていた。
イドリース教団は当初メッカを拠点としており、リビア、エジプト、スーダン、東アフリカ（ソマリア、エリトリア、ケニア）、イエメン、レバント（シリア、レバノン）、東南アジア（マレーシア、シンガポール、ブルネイ）などをその勢力範囲としていた。また、この他の地域にもイドリース教団の分派の信者がおり、例としてイタリアやイギリスが挙げられる。イブン・イドリースの礼拝はスーフィー教団の中でも特にユニバーサルな賞賛を獲得しており、イブン・イドリースに関連性のない祈祷や著作の作法に多く取り入れられている。
シンガポールでは、イドリース教団の分派がシャイフ・ムハンマド・サイード・アッ＝リンギー（1926年没）の信者により布教がなされた。
アフマド・ビン・イドリースはシャーディリー教団やその他の教団に見られるスピリチュアルな尊師を有している。イドリース教団はムハンマドとの直接的なスピリチュアルな交信を基本としているものの、歴史的にはシャイフ・アブド・アッズィーズ・アル＝ダッバーグ（1719年没）のハーディリー教団と同様シャーディリー教団と関係が深い。
イドリース教団の分派としては、サヌーシー教団、ハトミー教団（ختمية、ミルガーニー教団 - Mirghaniyyaとしても知られる）、ダンダラウィー教団（Dandarawiyya）、サーリヒー教団（Salihiyya）、ジャアファリー教団（Ja'fariyya）などがある。